# Semotilus lumbee
Semotilus lumbee es una especie de peces de la familia Cyprinidae en el orden de los Cypriniformes.

## Morfología
Los machos pueden llegar alcanzar los 24 cm de longitud total.

## Hábitat
Es un pez de agua dulce.

## Distribución geográfica
Se encuentra en Carolina del Norte y Carolina del Sur (Estados Unidos ).